# Jacques-François Ochard
Jacques-François Ochard (* 1800 in Saint-Valery-en-Caux; † 1870) war ein französischer Maler. Der Nachwelt ist er vor allem als erster Lehrer des jungen Oscar-Claude Monet im Gedächtnis geblieben. 

## Leben

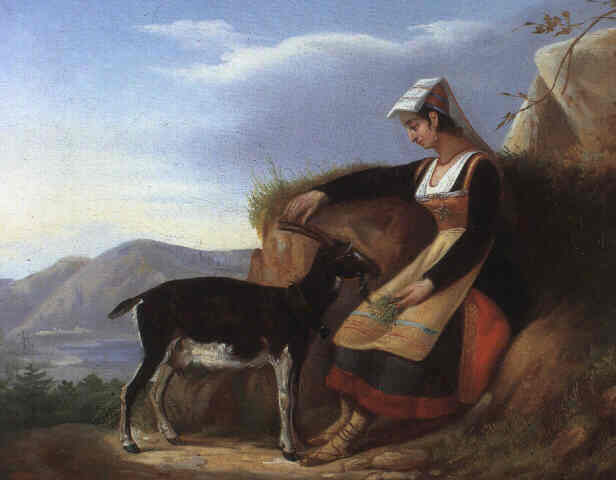
Die junge Italienerin von Jacques-François Ochard

Ochard war ein Schüler von Jacques-Louis David. Zwei seiner Porträts wurden 1835 und 1837 im Pariser Salon ausgestellt, dazu 1841 ein Landschaftsbild der Bretagne. Für die Kirche Saint-François du Havre fertigte er zwei Gemälde an, darunter eine auf großer Leinwand ausgeführte Huldigung der Heiligen Drei Könige nach dem Vorbild eines Werkes von Rubens in Antwerpen. In Havre wirkte er als Zeichenlehrer an der städtischen Schule, den wichtigsten Privatinstitutionen und der Universität. Dank seiner pädagogischen Fähigkeiten – er war insbesondere für seine Geduld bekannt – schaffte er es das Interesse seiner Schüler zu wecken und während seiner Laufbahn eine große Anzahl von Schülern auszubilden, darunter den Historienmaler Adolphe Yvon und Charles Lhullier, der Claude Monet 1861 in Uniform darstellte.
1867 löste er Adolphe-Hippolyte Couveley als Kurator am Musée des Beaux Arts du Havre ab.